# Laminoppia blocki
Laminoppia blocki är en kvalsterart som beskrevs av Hammer 1968. Laminoppia blocki ingår i släktet Laminoppia och familjen Oppiidae. Inga underarter finns listade i Catalogue of Life.